# Юніверсіті-Маунт-Веллінгтон
Футбольний клуб «Юніверсіті-Маунт-Веллінгтон» (англ. University-Mount Wellington Association Football Club) — новозеландський футбольний клуб з Окленда, заснований у 1952 році. Домашні матчі приймає на стадіоні «Білл Маккінлі Парк», місткістю 5 000 глядачів.

## Досягнення

### Національні
- Чемпіонат Нової Зеландії
  - Чемпіон: 1972, 1974, 1979, 1980, 1982, 1986
- Кубок Нової Зеландії
  - Володар: 1973, 1980, 1982, 1983, 1990, 2001, 2003

### Міжнародні
- Ліга чемпіонів ОФК
  - Фіналіст: 1987.